# 天王寺駅 (南海鉄道)
天王寺駅（てんのうじえき）は、大阪府大阪市天王寺区（当時は南区の一部）にあった駅。南海鉄道上町線として現在の阪堺電気軌道上町線が開業した時、谷町筋と現在の国道25号線とが交差する四天王寺前交差点（旧・天王寺西門前交差点）付近に同線の起点として設置された。
官営鉄道の天王寺駅と区別するため、接続していた大阪市電の天王寺西門前駅と同じ名称で呼ばれることが多かった。

## 沿革
- 1910年（明治43年）10月1日：当駅 - 住吉神社前（現：住吉）間で電車による営業運転が開始されると同時に開業。
- 1921年（大正10年）12月24日：当駅 - 公園東門間の路線が大阪市電気鉄道部（現：大阪市高速電気軌道）に買収され、当駅は大阪市電の天王寺西門前駅に統合。

## 隣の駅（廃止時）
南海鉄道
上町線
天王寺駅 - 茶臼山駅